# Oscar von Friedrichs
Carl Oscar Herman von Friedrichs, född 6 oktober 1877 i Kristianstad, död 31 augusti 1954 i Sandhälla, Hölö socken, var en svensk apotekare.
Oscar von Friedrichs var son till godsägaren Herman Adolf Fritz von Friedrichs. Han avlade mogenhetsexamen i Kristianstad 1896, apotekarexamen 1905 och blev vid Stockholms högskola 1909 filosofie kandidat och 1913 filosofie licentiat. Efter assistentförordnanden i kemi och fysik vid Farmaceutiska institutionen från 1905 blev han 1911 laborator i kemi och kemisk farmaci där 1911. von Friedrichs förornades 1914 till laborator vid Stadsmedicinska anstaltens farmaceutiska laboratorium och 1919 tillförordnad föreståndare där. År 1923 förordnades han till byråchef i Medicinalstyrelsen, och innehade från 1929 apoteket Apoteket Stenbocken i Stockholm. Bland von Friedrichs många uppdrag märks att han var ledamot av permanenta framakopékommittén från 1917 och var vice ordförande där från 1927, tillhörde Farmaceutiska institutionen styrelse 1923–1929 och 1935–1941 samt var medlem i Medicinalstyrelsens vetenskapliga råd 1929–1934 och ordförande i Apotekarsocieteten 1935–1940. År 1925 var han ombud för Sverige vid andra internationella konferensen i Bryssel för likartade farmakologiska föreskrifter. Han tog en betydande del i utarbetandet av 10:e upplagan av Svenska farmakopén (1925) och utarbetade där en förbättrad nomenklatur. Från 1943 var han ordförande i Nordiska specialitetskommissionen. von Friedrichs utgav ett trettiotal kemiska och farmaceutiska skrifter. Han är begravd på Djursholms begravningsplats.